# Nazionale femminile under 20 di pallavolo della Cina
La nazionale Under-20 di pallavolo femminile della Cina è una squadra europea composta dalle migliori giocatrici di pallavolo della Cina con un'età inferiore di 20 anni ed è posta sotto l'egida della Federazione pallavolistica della Cina.

## Risultati

### Campionato mondiale Under-21
| Edizione | Piazzamento | Formazione   |
| -------- | ----------- | ------------ |
| 1977     | 2º posto    | Convocazioni |
| 1981     | 5º posto    | Convocazioni |
| 1985     | 3º posto    | Convocazioni |
| 1987     | 3º posto    | Convocazioni |
| 1989     | 5º posto    | Convocazioni |
| 1991     | 4º posto    | Convocazioni |
| 1993     | 9º posto    | Convocazioni |
| 1995     | 1º posto    | Convocazioni |
| 1997     | 3º posto    | Convocazioni |
| 1999     | 4º posto    | Convocazioni |
| 2001     | 3º posto    | Convocazioni |
| 2003     | 2º posto    | Convocazioni |
| 2005     | 3º posto    | Convocazioni |
| 2007     | 2º posto    | Convocazioni |
| 2009     | 10º posto   | Convocazioni |
| 2011     | 3º posto    | Convocazioni |
| 2013     | 1º posto    | Convocazioni |
| 2015     | 9º posto    | Convocazioni |
| 2017     | 1º posto    | Convocazioni |
| 2019     | 7º posto    | Convocazioni |